# Малюта, Станислав Станиславович
Станислав Станиславович Малюта (23 февраля 1938—8 декабря 2022) — советский и украинский учёный в области генетики, бактериологии и вирусологии, доктор биологических наук, профессор, член-корреспондент НАН Украины.

## Биография
Родился 23.02.1938 в селе Ковалёвка Городокского района Хмельницкой области.
Окончил Украинскую сельскохозяйственную академию (1960) и аспирантуру Центрального республиканского ботанического сада АН Украинской ССР (1963). В 1963—1968 гг. младший научный сотрудник Института ботаники и Института микробиологии и вирусологии АН УССР.
С 1968 года работал в Институте молекулярной биологии и генетики АН УССР (НАНУ), в 1981—2008 гг. зав. отделом, в 2002—2003 гг. зам. директора по научной работе, с 2008 г. главный научный сотрудник.
По совместительству в 1987—1989 гг. профессор, в 1989—1992 гг. зав. кафедрой генетики, физиологии растений и биотехнологии Украинской сельскохозяйственной академии, в 1997—2003 гг. профессор Киево-Могилянской академии.
Научные интересы: 
- экспериментальный мутагенез, безвекторный перенос генетического материала в клетки растений и человека;
- экспрессия бактериальных генов в клетках растений;
- клонирование генов в бактериях;
- изучение хронической миелоидной лейкемии (ХМЛ); выяснение механизмов перехода хронической формы патологии в острую; разработка методов молекулярной диагностики ХМЛ и острого лимфобластного лейкоза (ОЛЛ), средств их профилактики и терапии.

Диссертации:
- Мутагенное действие некоторых вирусов на дрозофилу : диссертация … кандидата биологических наук : 03.00.00. — Киев, 1969. — 145 с. : ил.
- Взаимодействие чужеродных вирусов с клетками многоклеточных организмов : диссертация … доктора биологических наук : 03.00.15. — Киев, 1984. — 257 с. : ил.

Книги:
- Справочник по биологии; ред. К. М. Сытник. — Киев : Наукова думка, 1985. — 581 с. : ил. — Библиогр.: с. 565—567. — Предм. указ.: с. 568—581. Богданова, Тала Леонидовна; Брайон, Александр Владимирович; Денисьевский, Алексей Владимирович; Ключко, Зоя Федоровна; Кравец, Григорий Климентьевич; Малюта, Станислав Станиславович; Труханов, Валентин Андреевич; Цыбенко, Всеволод Алексеевич
- Мутагенна дія нуклеїнових кислот і вірусів. К., 1999.

Доктор биологических наук (1986), профессор (1995), член-корреспондент НАН Украины (2000).
Лауреат Государственной премии Украины в области науки и техники (1998).